# الشجاعة تحت النار
الشجاعة تحت النار هو فيلم حربي أمريكي تم عرضه في عام 1996 ومن إخراج إدورد زويك وبطولة دنزل واشنطن وميغ رايان. هذا هو التعاون الثاني بين دينزل واشنطن والمخرج إدوارد زويك. تم عرض الفيلم في الولايات المتحدة في 12 يوليو 1996.

## القصة
أثناء خدمته في حرب الخليج الثانية دمر المقدم سيرلينغ (دنزل واشنطن) بطريق الخطأ إحدى دباباته خلال معركة ليلية مربكة مما أسفر عن مقتل صديقه النقيب بويلار. الجيش الأمريكي غطى التفاصيل ونقل سيرلينغ إلى وظيفة مكتبية.
في وقت لاحق يتم تعيين سيرلينغ لتحديد ما إذا كان النقيب كارين إيما والدن (ميغ رايان) يجب أن تكون أول امرأة تحصل على ميدالية الشرف (بعد وفاتها). كانت قائدة طائرة الإخلاء الطبي يو إتش-1 إركويس التي تم إرسالها لإنقاذ طاقم طائرة سيكورسكي يو إتش-60 بلاك هوك التي أطلق عليها الرصاص. عندما واجهت الدبابة تي-55 قام طاقمها بتدميرها بإسقاط مثانة الوقود على الخزان وإشعالها ببندقية مضيئة. ومع ذلك هبطت مروحية خاصة بها بعد فترة وجيزة. لم يتمكن الطاقمان من الانضمام إلى القوات وعندما تم إنقاذ الناجين في اليوم التالي أفيد عن وفاة والدن.
شهدت إشعارات سيرلينغ تناقضات بين شهادات طاقم والدن. الأخصائي الطبيب أندرو إيلاريو (مات ديمون) يشيد بقوة بوالدن. ومع ذلك ادعى الرقيب جون مونفريز (لو دايموند فيليبس) أن والدن كانت جبانة وأنه قام بقيادة الطاقم في القتال والارتجال باستخدام سلاح مثانة الوقود. الرقيب ألتاميير الذي مات في المستشفى اشتكى من نشوب حريق. المساعد ونائب قائدة الطائرة ون رادي جرح في وقت مبكر وفقد الوعي طوال الوقت. علاوة على ذلك ادعى طاقم طائرة سيكورسكي يو إتش-60 بلاك هوك أنهم سمعوا إطلاق النار من بندقية إم 16 ولكن إيلياريو ومونفريز ينكران أن لديهما هذه البندقية.
تحت ضغط من البيت الأبيض وقائده العميد هيرشبيرغ (مايكل موريارتي) تم تغطية الأمور بسرعة مما أجبر سيرلينغ على تسريب القصة إلى مراسل صحيفة توني غارتنر (سكوت جلين) لمنع تستر آخر. عندما ضايق سيرلينغ مونفيز أثناء قيادته للسيارة فإن مونفريز أجبر سيرلينغ على الخروج من سيارته تحت تهديد السلاح ثم انتحر بقيادة السيارة نحو قطار قادم.
تعقب سيرلينغ إيلاريو إلى الأسفل وأخيرا قال إيلاريو الحقيقة له. أراد مونفريز الفرار وهو ما يعني التخلي عن رادي. عندما رفضت والدن قام بسحب بندقية ووجهها عليها. ثم أطلقت والدن النار على عدو ظهر خلف مونفريز لكن مونفريز اعتقد أنها كانت تطلق النار عليه وأطلق النار على والدن في معدتها قبل أن يتراجع. في صباح اليوم التالي هاجم العدو مرة أخرى مع اقتراب طاقم الإنقاذ. غطت والدن تراجع زملائها بإطلاق النار من بندقية إم 16. ومع ذلك أخبر مونفريز رجال الإنقاذ أن والدن ماتت لذلك غادروا من دونها. أسقط نابالم على المنطقة بأكملها. حاول ألتاميير كشف كذب مونفريز في ذلك الوقت لكنه أصيب بجروح بالغة منعته من الكلام وكان إيلاريو خائفا جدا من المحكمة العسكرية وظل الجميع صامتين.
قدم سيرلينغ تقريره النهائي إلى هيرشبرغ. شقيقة والدن الصغرى تستلم وسام الشرف في احتفالية بالبيت الأبيض. في وقت لاحق قال سيرلينغ الحقيقة لعائلة بويلار عن طريقة وفاة ابنهم وبأنه لا يستطيع أن يطلب المغفرة. أخبرت عائلة بويلار سيرلينغ أنه يجب أن يضع العبء في مرحلة ما.
في اللحظة الأخيرة استعاد سيرلينغ ذكريات ما حدث عندما كان واقفا بالقرب من دبابة بويلار المدمرة وطائرة الإخلاء الطبي يو إتش-1 إركويس ترفع جسد صديقه. سيرلينغ يدرك فجأة أن والدن كانت قائدة طائرة الإخلاء الطبي.

## طاقم التمثيل
- دنزل واشنطن: المقدم ناثانيال سيرلينغ
- ميغ رايان: النقيب كارين إيما والدن
- لو دايموند فيليبس: الرقيب جون مونفريز
- مات ديمون: الأخصائي أندرو إيلاريو
- برونسون بينشوت برونو: مساعد البيت الأبيض
- سيث غيليام: الرقيب ستيفن ألتاميير
- ريجينا تايلور: ميريديث سيرلينغ
- مايكل موريارتي: العميد هيرشبرغ
- زيليكو إيفانيك: النقيب بن باناسك
- سكوت جلين: توني غارتنر مراسل واشنطن بوست
- تيم غيني: المساعد ون أ. رادي
- تيم رانسوم: النقيب بويلار
- شون أستين: الرقيب باتيلا
- نيد فون: الملازم الأول تشيلي
- شون توماس: الرقيب طومسون
- ماني بيريز: جينكينز
- كين جنكينز: جويل والدن
- كاثلين ويدوز: جيرالدين والدن
- كريستينا ستويانوفيتش: آن ماري والدن
- توم شانلي: المحقق
- ديفيد مكسوين: الرقيب إيغان
- كوري كولمان: قائد (غير مذكور)

## الاستقبال

### شباك التذاكر
- إجمالي الدخل المحلي في الولايات المتحدة: 59,031,057 دولار أمريكي[8]
- دوليا: 41,829,761 دولار أمريكي
- إجمالي الدخل العالمي: 100,860,818 دولار أمريكي

في الأسبوع الافتتاحي للإصدار احتل المركز الثالث في شباك التذاكر خلف يوم الاستقلال والظاهرة.

### ردود الفعل الناقدة
الفيلم تلقى ردود فعل إيجابية في الغالب. اعتبارا من 14 يناير 2013 أفاد مراجعو موقع روتن توميتوز أن 85٪ من النقاد أعطوا الفيلم نقدا إيجابيا استنادا إلى عينة من 53 مراجعة بمتوسط تقييم 7.3 / 10. ينص الإجماع الحاسم على أن الفيلم «قصة عاطفية ومثيرة للفضول من ضابط عسكري يجب أن يستعرض مزايا ضابط سقطت أثناء مواجهة شياطين الحرب الخاصة بها ويصور بشكل فعال رعب الحرب وكذلك آثاره المروعة». في موقع ميتاكريتيك الذي يستخدم نظام تصنيف التطبيع فقد حصل الفيلم على تصنيف إيجابي عموما من 77/100 على أساس 19 نقد.
أشاد العديد من النقاد بالفيلم. جيمس بيراردينلي من موقع ريلريفيوس كتب أن الفيلم كان «عميقا وذكيا وعاطفيا وهذا يجعل هذا الفيلم أحد أفضل أفلام عام 1996». روجر إيبرت من صحيفة شيكاغو سن-تايمز تحدث بشكل إيجابي عن الفيلم حيث قال عن النهاية: «... طغت العاطفة قليلا بشكل كبير» الفيلم كان حتى هذه النقطة «... لغز عاطفي ولوجستية رائع - تقريبا فيلم عن قاعة المحكمة حيث أن الصحراء تمثل قاعة المحكمة».
أشاد بيتر ترافرز من مجلة رولينغ ستون على وجه التحديد بتصوير دينزل واشنطن كما يقول: «في عيون واشنطن المتلألئة في التصوير السينمائي المذهل لروجر ديكينز (فارغو) الذي يغرق في الضجة المجنونة للقتال وفي المؤامرة التي تتحول ببراعة إلى التأمل في الشخصية وفي اصرار زويك المستمر في استجواب السلطة، الشجاعة تحت النار يكرم الموضوع والجمهور». بالإضافة إلى ذلك قال بيتر ستاك من صحيفة سان فرانسيسكو كرونيكل أن «دينزل واشنطن يمثل الثبات».

### الجوائز
تم ترشيح دينزل واشنطن لأفضل ممثل في جوائز جمعية شيكاغو لنقاد السينما لعام 1996 لكنه خسر أمام بيلي بوب ثورنتون من فيلم سلينغ بليد.

## الدقة التاريخية
منح وسام الشرف للمرأة ماري والكر وهي طبيبة أثناء الحرب الأهلية الأمريكية ولكن ليس للشجاعة في القتال. مساعد البيت الأبيض الذي لعب برونسون بينشوت دوره كان علامة فارقة.

## الإنتاج

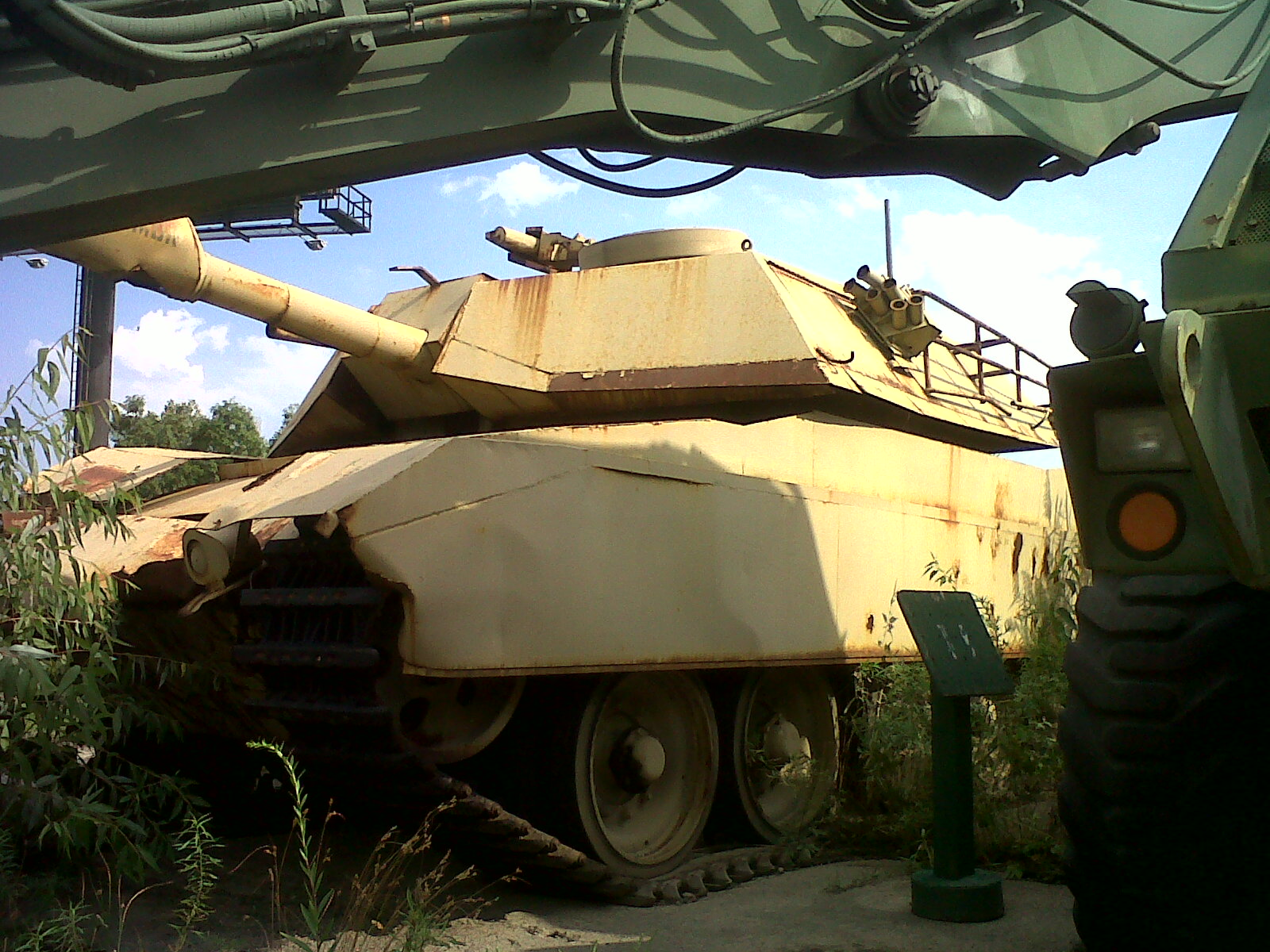
الدبابة سينتوريون التي تشبه الدبابة أبرامز المستخدمة في الفيلم وتوجد في متحف راسل العسكري.

انسحبت وزارة دفاع الولايات المتحدة من التعاون في الفيلم حيث كانت دبابات سيرلينغ في بداية الفيلم الدبابات البريطانية سينتوريون التي تم شحنها من أستراليا مع الصفائح المعدنية المضافة لجعلها تشبه الدبابة الأمريكية القتالية إم1 أبرامز. هذه الدبابات المعدلة بصريا استخدمت لاحقا لمحاكاة دبابات أبرامز في العديد من الصور المتحركة الأخرى.
هيئة تدريب ضباط الاحتياط وجامعة تكساس إيه اند إم أضيفت في الخلفية في بعض مشاهد معسكر التدريب.
يشير الفيلم إلى والدن وطاقمها الذي يساعد طاقم طائرة سيكورسكي يو إتش-60 بلاك هوك. ومع ذلك يظهر المشهد جسم طائرة محطمة للإخلاء الطبي يو إتش-1 إركويس. يرجع ذلك إلى قيام وزارة الدفاع بسحب تعاونها. لم يكن هناك حطام لطائرة سيكورسكي يو إتش-60 بلاك هوك مملوكة للقطاع الخاص لاستخدامها في الفيلم. تم تصوير اللقطات والنصوص بالفعل مع الإشارة إلى طائرة سيكورسكي يو إتش-60 بلاك هوك بدلا من تغيير الفيلم وإعادة الكتابة بأكملها لتكييفه مع حطام الطائرة يو إتش-1 إركويس حيث كان يأمل المنتجين بأن لا يلاحظ العديد من المشاهدين هذا الأمر.
تم تصوير مشاهد المعركة العراقية في مزرعة الهنود الهندية الواقعة خارج إل باسو بتكساس. العديد من الدعائم تركت هناك وأصبحت أماكن للجذب السياحي. مشهد حديقة الزهور في البيت الأبيض دمر مرتين: الأولى عن طريق اعصار والثانية من قبل عاصفة رملية.
من أجل فقدان 40 رطلا (18 كيلو غرام) لتمثيل المشاهد التالية في الفيلم اعتمد مات ديمون على نظام صارم من الحرمان من الطعام والتدريب البدني. في داخل ستوديو الممثلين قال ديمون أن النظام يتألف من الجري ستة أميال ونصف الميل مرتين صباحا ومساءا واتباع نظام غذائي يتكون من صدور الدجاج وبياض البيض وبطاطس واحدة يوميا وكمية كبيرة من القهوة والسجائر. تأثرت صحته بالقدر الذي كان عليه أن يكون لديه إشراف طبي لعدة أشهر بعد ذلك. إلا أن جهوده تم ملاحظتها فقد أعجب المخرج فرانسيس فورد كوبولا بتفاني ديمون في طريقة التمثيل مما أدى إلى منحه الدور الرائد في الفيلم صانع المطر (1997). ستيفن سبيلبرغ أعجب أيضا بأدائه لكنه اعتقد أنه كان نحيف جدا واستبعده من التمثيل في الفيلم إنقاذ الجندي رايان حتى التقى ديمون خلال تصوير الفيلم غود ويل هانتينغ حيث كان في هذا الوقت قد عاد إلى وزنه الطبيعي مرة أخرى.

## روابط خارجية
- الشجاعة تحت النار على موقع IMDb (الإنجليزية)
- الشجاعة تحت النار على موقع ميتاكريتيك (الإنجليزية)
- الشجاعة تحت النار على موقع الموسوعة البريطانية (الإنجليزية)
- الشجاعة تحت النار على موقع روتن توميتوز (الإنجليزية)
- الشجاعة تحت النار على موقع نتفليكس (الإنجليزية)
- الشجاعة تحت النار على موقع قاعدة بيانات الأفلام العربية
- الشجاعة تحت النار على موقع ألو سيني (الفرنسية)
- الشجاعة تحت النار على موقع Turner Classic Movies (الإنجليزية)
- الشجاعة تحت النار على موقع أول موفي (الإنجليزية)
- الشجاعة تحت النار على موقع بوكس أوفيس موجو (الإنجليزية)